# Pietro Orsi

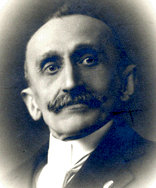
Pietro Orsi, wohl vor 1934

Pietro Orsi (* 16. April 1863 in Acqui, Piemont; † 30. März 1943 in Venedig) war ein italienischer Neuzeithistoriker und von 1926 bis 1929 Podestà Venedigs, also nicht gewählter (Sindaco), sondern von den Faschisten ernannter Bürgermeister. 

## Leben
Pietro Orsi entstammte einer adligen Familie des Piemonteser Monregalese in Acqui. 1884 schloss er seine Ausbildung ab und unterrichtete zunächst an einem Lyzeum in Potenza. Er arbeitete als freier Dozent an der Universität Padua, wo er Storia moderna lehrte. Zu seinen Publikationen zählen Arbeiten zu Cavour, von denen eine auch ins Englische übersetzt wurde. Nach Unterricht in Catania, arbeitete er als Lehrer von 1889 bis 1912 am Liceo Foscarini in Venedig. Später lehrte er an der Universität Venedig, bzw. an deren Vorgängerinstitution, der R. Scuola superiore delle scienze economische e sociali (bis 1935). Von 1912 bis 1913 saß er im römischen Parlament. Während des Ersten Weltkriegs kam sein Sohn Gustavo 1916 am Coni Zugna (1865 m) im Trentino ums Leben.
1919 oder 1920 gründete er zusammen mit Davide Giordano und Giovanni Battista Giuriati die Gruppe Alleanza nazionale, deren Präsident Giordano war. Letzterer wurde 1920 zum ersten faschistischen Bürgermeister Italiens gewählt.
Mit der Installierung der Diktatur unter Benito Mussolini am 3. Januar 1925 errangen die Faschisten beinahe unumschränkte Macht in Italien. Mit einem Gesetz vom 4. Februar 1926 wurden die autoritären Grundsätze der Staatsführung auch auf kommunaler Ebene umgesetzt, d. h. die entscheidenden Gremien und Personen konnten nicht mehr frei gewählt werden, sondern wurden vom Regime eingesetzt. Die Aufgaben, die bis dahin der Sindaco, die Giunta und der Consiglio comunale wahrgenommen hatten, wurden nun auf das neue Amt des Podestà übertragen. Diesem auf fünf Jahre ernannten Mann stand eine nur noch beratende Institution zur Seite, die Consulta municipale. Zugleich wurde die kommunale Autonomie beschnitten und die Kompetenzen des Präfekten ausgeweitet.
Am 16. Dezember 1926 erhob formal der König Pietro Orsi zum Podestà. In der Consulta municipale saßen Männer wie Gino Damerini, Vittorio Cini, auf den die Cini-Stiftung auf der Insel San Giorgio Maggiore zurückgeht, und Giovanni Giuriati. Orsi, der Präsident der Università populare di Venezia war, wurde auch Leiter des Nachfolgers, des Istituto di Cultura faschista. Auch wurde er Präsident der Fondazione Querini-Stampalia, führte Museum und Bibliothek. Zudem wurde er Sekretär des Istituto Veneto di Scienze, Lettere ed Arti, Präsident der venezianischen Sektion des Nationalkomitees für die Geschichte des Risorgimento. Auch gehörte er der Kommission an, die die Schriften Cavours herausgab.
Orsi verfocht, wie die faschistische Partei Venedigs insgesamt, eine Verehrung der Republik Venedig und ihrer außenpolitischen und militärischen Erfolge. So erhielt 1927 Enrico Dandolo, dem es 1202 bis 1204 gelungen war, sowohl Zara zu unterwerfen, als auch Konstantinopel durch ein Kreuzfahrerheer erobern zu lassen, eine Inschrift in der Istanbuler Hagia Sophia mit dem Wortlaut: „Venetiarum inclito Duci Henrico Dandolo in hoc mirifico templo sepulto MCCV/Eius patriae haud immemores cives MCMXXVII“. Dies erfolgte mit dem vollen Einverständnis Mussolinis. 1928 wurde Orsi Präsident der Biennale. 
Unter Orsi entstand das Gefängnis von Santa Maria Maggiore, im August wurde der Verlag La Nuova Italia  gegründet. Unter seinem Nachfolger Ettore Zorzi (ab Oktober 1929) wurde der Industriekomplex Mestre-Marghera in Groß-Venedig einbezogen, das die Faschisten durch Ausweitung der Stadt auf das Festland und auf noch autonome Inseln errichten ließen. 
Orsi wurde 1934 zum Senator ernannt. Dem Senat gehörte er bis zu seinem Tode an.

## Werke
- Come fu fatta L‘Italia, 1891.
- I veri antenati di Manin, in: Nuova Antologia.
- Cavour. Con 25 ritratti e fototipia, Sandron, Mailand, Palermo, Neapel [1910].
- Cavour e la formazione del Regno d'Italia, Turin 1913.